# Netelia ciliata
Netelia ciliata là một loài tò vò trong họ Ichneumonidae.